# AeroCaribe Airlines
Aerocaribe Airlines es una aerolínea venezolana que ofrece servicios de transporte aéreo comercial de pasajeros y carga, enfocándose en vuelos nacionales e internacionales con énfasis en la calidad, seguridad y puntualidad. 

## Historia
Fundada en 2012, Aerocaribe ha establecido una sólida presencia en el mercado venezolano, conectando diversos destinos nacionales e internacionales. 
La aerolínea opera con aeronaves L410, conocidas por su comodidad y adaptabilidad a rutas regionales.
Actualmente ofrece vuelos a Los Roques y a la Isla de Coche desde el Aeropuerto Internacional de Maiquetía Simón Bolívar 

## Flota
| Aeronaves          | Activos | Pedidos | Asientos (clase única) | Matrículas |
| ------------------ | ------- | ------- | ---------------------- | ---------- |
| Let L-410 Turbolet | 3       | —       | 19                     | YV662T     |
| Let L-410 Turbolet | 3       | —       | 19                     | YV2358     |
| Let L-410 Turbolet | 3       | —       | 19                     | YV1515     |
| Total              | 3       | —       |                        |            |

## Destinos actuales
En febrero de 2025, AeroCaribe cuenta con los siguientes destinos:
| Países    | Destinos                | Aeropuertos                              |
| --------- | ----------------------- | ---------------------------------------- |
| Venezuela | Archipiélago Los Roques | Aeropuerto Los Roques                    |
| Venezuela | Isla de Coche           | Aeropuerto Andrés Miguel Salazar Marcano |